# Abraham Julius van Emden
Abraham Julius van Emden (Paramaribo, 10 februari 1834 - Leiden, 7 oktober 1906) was een in Suriname actief jurist en politicus.
Hij werd geboren als zoon van Egbert van Emden (1799-1864) en Abigaël Joseph de la Parra. Zijn vader is president geweest van de rechtbank voor kleine zaken in Paramaribo.
Zelf is hij in Nederland afgestudeerd in de rechten en daarna keerde hij terug naar Suriname. Hij was landspraktizijn en lid van een gerechtshof. Bij de invoering in 1869 van het Hof van Justitie volgde zijn benoeming tot lid van dat hof. In 1876 volgde hij J. Mauritsz Ganderheyden op als president van het Hof van Justitie. Hij zou die functie blijven vervullen tot 1882.
Van Emden werd in 1868 gekozen als lid van de Koloniale Staten. Hij was van mei 1874 tot oktober 1877 vicevoorzitter en aansluitend voorzitter van dat parlement. Op eigen verzoek kwam in juni 1878 een einde aan dat voorzitterschap. In juni 1880 verliet hij de Koloniale Staten omdat hij in Nederland ging wonen. Van Emden overleed daar in 1906 op 72-jarige leeftijd.